# Даллас (округ, Айова)
Шаблон:StateAbbr_ 41°40′58″ пн. ш. 94°02′06″ зх. д. / 41.682777777778° пн. ш. 94.035° зх. д.
Округ  Даллас (англ. Dallas County) — округ (графство) у штаті  Айова, США. Ідентифікатор округу 19049.

## Історія
Округ утворений 1846 року.

## Демографія
За даними перепису 
2000 року 
загальне населення округу становило 40750 осіб, зокрема міського населення було 21481, а сільського — 19269.
Серед мешканців округу чоловіків було 20143, а жінок — 20607. В окрузі було 15584 домогосподарства, 11166 родин, які мешкали в 16529 будинках.
Середній розмір родини становив 3,08.
Віковий розподіл населення поданий у таблиці:
| Стать    | До 15 років | 15-21 | 22-29 | 30-39 | 40-49 | 50-65 | 65-85 | Понад 85 |
| -------- | ----------- | ----- | ----- | ----- | ----- | ----- | ----- | -------- |
| Чоловіки | 4978        | 1893  | 1852  | 3406  | 3219  | 2904  | 1702  | 189      |
| Жінки    | 4610        | 1657  | 2017  | 3500  | 3237  | 2946  | 2163  | 477      |

## Суміжні округи
- Бун — північ
- Полк — схід
- Воррен — південний схід
- Медісон — південь
- Адер — південний захід
- Гатрі — захід
- Грін — північ/північний захід

## Виноски
1. ↑  U.S. Decennial Census. United States Census Bureau. Архів оригіналу за 26 квітня 2015. Процитовано 16 липня 2014.
2. ↑  Historical Census Browser. University of Virginia Library. Архів оригіналу за 11 серпня 2012. Процитовано 16 липня 2014.
3. ↑  Population of Counties by Decennial Census: 1900 to 1990. US Census Bureau. Архів оригіналу за 22 квітня 2014. Процитовано 16 липня 2014.
4. ↑  Census 2000 PHC-T-4. Ranking Tables for Counties: 1990 and 2000 (PDF). US Census Bureau. Архів оригіналу (PDF) за 18 грудня 2014. Процитовано 16 липня 2014.
5. ↑  State & County QuickFacts. United States Census Bureau. Архів оригіналу за 7 червня 2011. Процитовано 16 липня 2014.(англ.) Наведено за англійською вікіпедією.
6. ↑  American FactFinder. Бюро перепису населення США. Архів оригіналу за 21 травня 2008. Процитовано 31 січня 2008.

| США | Це незавершена стаття з географії США. Ви можете допомогти проєкту, виправивши або дописавши її. |